# Catagramma arirambae
Catagramma arirambae är en fjärilsart som beskrevs av Adolpho Ducke. Catagramma arirambae ingår i släktet Catagramma och familjen praktfjärilar. Inga underarter finns listade i Catalogue of Life.